# Cervilheira
Cervilheira é uma antiga peça de armadura, também conhecida como secreta, tinha função protetora do crânio. O seu uso foi uma constante entre os séculos XII a XVI, embora sob modelos variados. A cervilheira apresentou uma evolução, algumas peças são diversas entre si, não apenas em material, como também em forma.

## Evolução e incertezas
O modelo mais anterior da cervilheira consistia em apenas uma peça, um capacete com abas, todavia nas peças do século XIII, ela já passou a guardar então certa semelhança com o camal: ao capacete era anexada uma murça ou capuz de malha de ferro que recobria a cabeça e o pescoço do cavaleiro, este apêndice era perfeitamente unido à cervilheira.
Entrementes, no século seguinte, tal item de armadura recebeu um intenso reforço em material e forja, posto que observa-se que as peças do século XIV possuíam tal apêndice confeccionado em placas de metal, placas estas que eram unidas muito rentes, objetivando oferecer resistência mesmo a golpes de força mais bruta.
Dentre a variedade da cervilheira, estipulou-se a existência deste objeto confeccionado com cordas, contudo, é importante salientar a incerteza desta possibilidade: acredita-se que a maior parte de tais cervilheiras de corda não passaram de meros bonés de banho, datados do século XVI (conforme foi observado por Alberto Dürer).

## Referência
- COIMBRA, Álvaro da Veiga, Noções de Numismática. SP. Secção Gráfica da Faculdade de Filosofia, Ciências e Letras da Universidade de São Paulo, 1965.